# جغرافیای لیبی

موقعیت لیبی.

کشور لیبی از دید پهناوری چهارمین کشور در آفریقا و هفدهمین در جهان است. لیبی بر کرانه دریای مدیترانه بین مصر و تونس واقع شده و با نیجر و چاد از جنوب و سودان از جنوب شرقی و الجزایر از غرب هم‌مرز است.
لیبی در زمان استقلال، یک کشور بیابانی بسیار فقیر بود که تنها دارایی آن موقعیت راهبردی‌اش در میانه حاشیه شمال آفریقا بود تا این‌که کشف نفت در دهه ۱۹۶۰ ثروت کلانی برای لیبی به همراه آورد.
از نظر جغرافیایی ملل بزرگ اروپایی دسترسی آسانی به لیبی دارند. لیبی همچنین از راه زمینی، کشورهای عربی آفریقای شمالی را با خاورمیانه پیوند می‌دهد، به این خاطر در طول تاریخ مراکز شهری آن نقاطی دورافتاده نبودند بلکه گذرگاه‌هایی پررونق بودند متأثر از تأثیرات اجتماعی خارجی. در نتیجه، بین شهرهای آن که با جهان در ارتباط بود و بخشی از ساکنانش را مهاجران خارجی تشکیل می‌دادند از یک سو، و سرزمین‌های بیابانی داخله که در آن سران قبیله‌ای در انزوا حکومت می‌کردند و تحولات اجتماعی کمی رخ می‌داد، از سوی دیگر، شکاف بزرگی پدیدار شد.

## جغرافیای فیزیکی

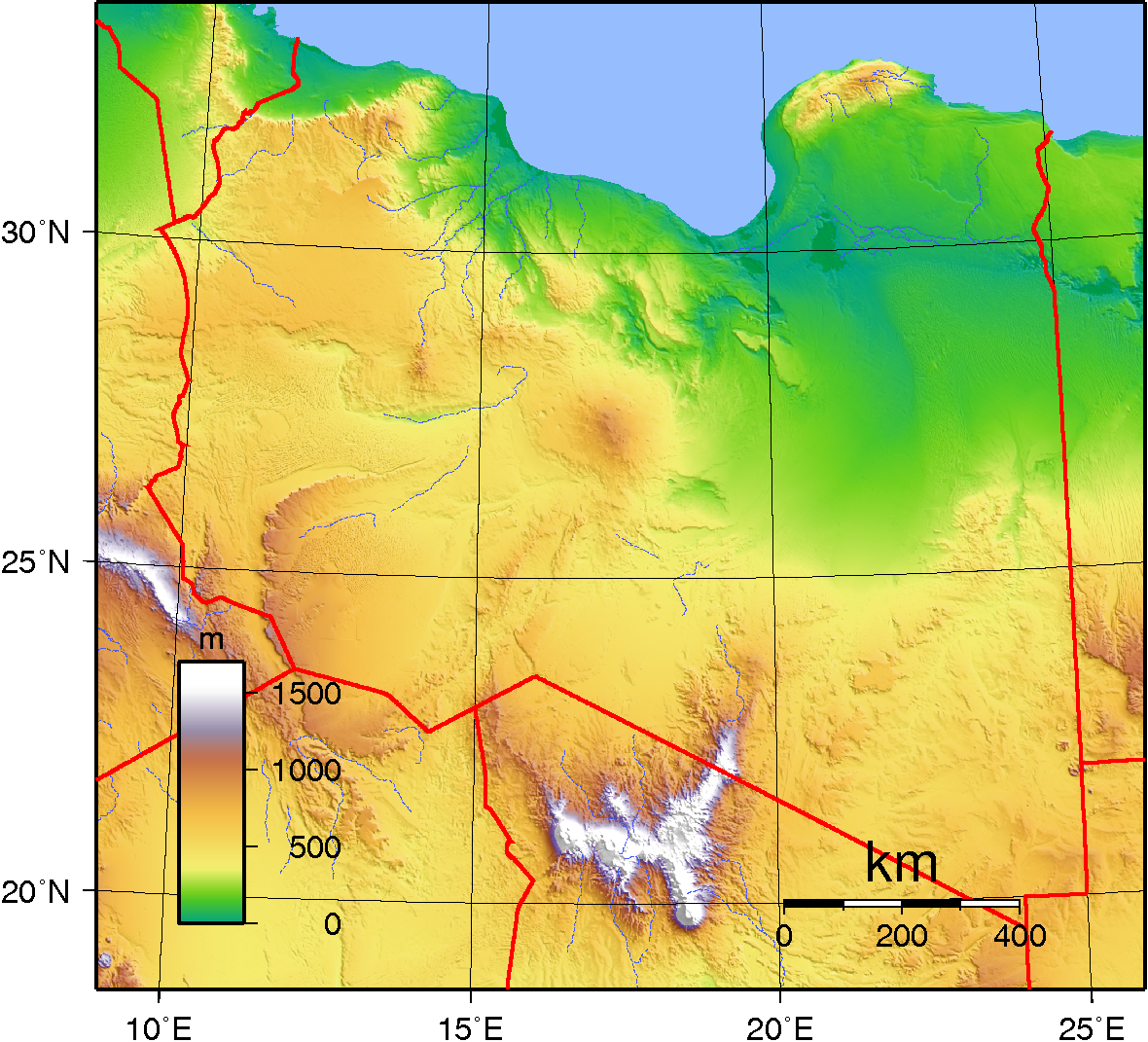
نقشه ناهمواری‌های لیبی.

کرانهٔ مدیترانه و صحرای بزرگ آفریقا برجسته‌ترین ویژگی‌های طبیعی این کشور هستند. در لیبی چندین منطقه مرتقع دیده می‌شود اما در این کشور هیچ رشته‌کوه واقعی وجود ندارد به‌جز در کویر عمدتاً خالی جنوب در نزدیکی مرز با چاد، جایی که ارتفاع کوهستان تیبستی به بیش از ۲۲۰۰ متر می‌رسد.
یک نوار ساحلی نسبتاً باریک و استپ‌های مرتفع کوهستانی چسبیده به جنوب آن، پربارترین مناطق کشاورزی در کشور هستند. از این نواره به سمت جنوب، مراتع پراکنده با پوشش گیاهی کم، جای خود را به صحرای پهناور شمال آفریقا می‌دهد؛ بیابان بیکرانی از پشته‌های سنگی و ماسه‌ای. در این صحرا مردمان کمی زندگی می‌کنند و کشاورزی فقط در چند واحه پراکنده امکان‌پذیر است.
صحرای بزرگ در منطقه‌ای بایر به نام سرت (سدره) به خلیج سرت در ساحل پیوند می‌یابد که از اهمیت تاریخی زیادی برخوردار است. در غرب این خلیج، منطقه معروف به طرابلس دارای ویژگی‌ها و پیشینه‌ای نزدیک به تونس، الجزایر و مراکش است. طرابلس با این کشورهای در اصل یک سرزمین فرامنطقه‌ای به نام مغرب را تشکیل می‌دهد. در شرق سرت، منطقه‌ای که از لحاظ تاریخی با عنوان بَرقه شناخته می‌شود ویژگی‌هایی بیشتر نزدیک به کشورهای عربی خاورمیانه دارد. به این معنا، منطقه خلیج سرت، نقطه جدایی مغرب عربی و مشرق عربی را مشخص می‌کند.